# Lasiodora pantherina
Lasiodora pantherina är en spindelart som först beskrevs av Eugen von Keyserling 1891.  Lasiodora pantherina ingår i släktet Lasiodora och familjen fågelspindlar. Inga underarter finns listade i Catalogue of Life.